# The Islanders
The Islanders er et band, der består af musikere fra både Cypern, Norge, Skotland, Wales og England. Medlemmerne er Jon Lilygreen, Jon Gregory, Sylvia Strand, Katherine Squire, Sean Watts og Charalambos Kallonas.

## Eurovision Song Contest 2010
I 2010 repræsenterede The Islanders Cypern i Eurovision Song Contest 2010 med sangen "Life Looks Better In Spring".
| Musikgruppe | Spire Denne artikel om en musikgruppe er en spire som bør udbygges. Du er velkommen til at hjælpe Wikipedia ved at udvide den. |